# Ковач, Маргит
Ма́ргит Ко́вач (30 ноября 1902, Дьёр — 4 июня 1977, Будапешт) — венгерская керамистка и скульптор.

## Биография
С детства мечтала заниматься графическим дизайном, но затем обратилась к керамическому искусству. В 1924—1926 годах изучала роспись по фарфору в частной школе прикладных искусств Алмоша Яшчика. В 1926—1928 годах изучала керамическое искусство в Вене в мастерской Герты Бюхер, в 1928—1929 годах — художественную лепку и пластическую скульптуру в Мюнхенской школе прикладного искусства под руководством Карла Киллера. В 1932 году совершила учебную поездку в Копенгаген, в 1933 году изучала моделирование статуэток из фарфора в Севрской мануфактуре.
Первая выставка работ Ковач состоялась в 1928 году, за ней последовало множество других. Ковач занималась творческой работой до конца жизни, в том числе в период Второй мировой войны, получала премии на международных художественных выставках в Милане, Париже, Берлине, Брюсселе и Риме. Была удостоена множества национальных наград: в частности, в 1948 году была награждена премией Кошута, в 1953 году получила звание заслуженного, а в 1959 году — народного художника Венгрии. В 1971 году стала почётной гражданкой Дьёра. Скончалась в Будапеште, похоронена на кладбище Фаркашрети.
Среди её произведений — статуэтки, кувшины, плиты, настенные таблички и плиточные панно. Тематикой работы Ковач чаще всего были венгерский фольклор, библейские истории и семейные отношения. Одной из её наиболее важных религиозных работ является оформление ворот в церкви Святого Имре в Дьёре (1939—1940). В 1972 году она пожертвовала большинство своих работ управлению музеев медье Пешт в Сентендре. Музей с её работами открылся в 1973 году в том же городе, также их коллекция выставляется в Дьёре.